# Europejski długodystansowy szlak pieszy E1

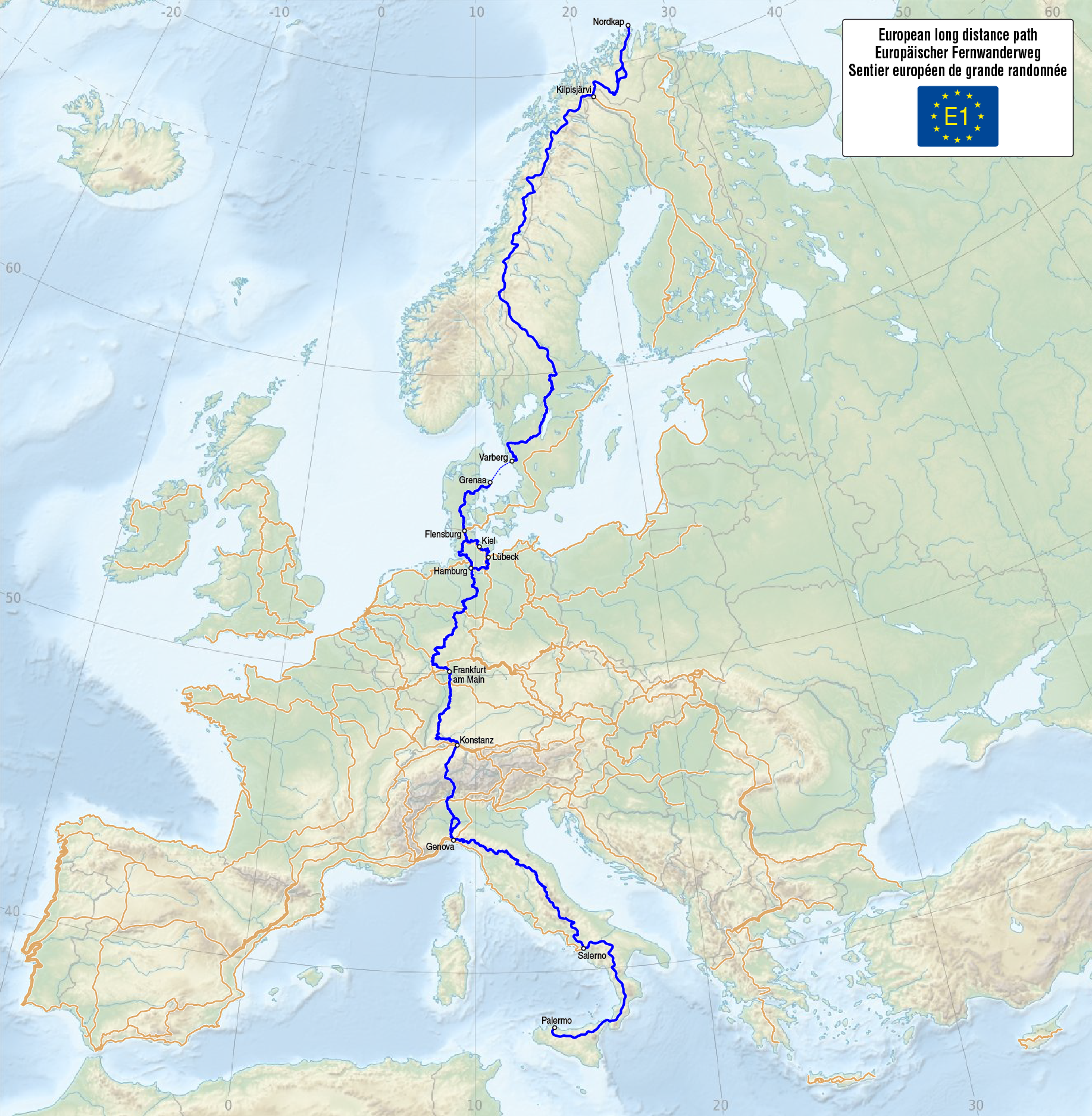
Mapa szlaku E1

Europejski długodystansowy szlak pieszy oznaczony symbolem E-1 jest znakowanym szlakiem turystycznym, jednym z 11 europejskich szlaków wędrówkowych. Długość szlaku wynosi 6000 km.

## Przebieg szlaku
Przybliżony przebieg: Norwegia (Przylądek Północny) – Szwecja – Dania – Niemcy – Szwajcaria – Włochy (Sycylia)